# 19e étape du Tour de France 2014
Pour un article plus général, voir Tour de France 2014.
La 19e étape du Tour de France 2014 s'est déroulée le vendredi 25 juillet 2014 entre Maubourguet-Val d'Adour et Bergerac. Elle est remportée par Ramūnas Navardauskas, de l'équipe Garmin-Sharp, premier Lituanien à remporter une étape du Tour de France.

## Parcours
Cette antépénultième étape de 208,5 km, part de Maubourguet, dans les Hautes-Pyrénées, et arrive à Bergerac, en Dordogne. Intercalée entre les Pyrénées et le contre-la-montre, elle ne présente pas de difficulté importante. La seule côte répertoriée pour le Grand Prix de la montagne, la côte de Monbazillac, classée en quatrième catégorie. Le sprint intermédiaire est situé à Tonneins au km 130,5.

## Déroulement de la course
Cyril Gautier (Europcar) attaque dès le départ de l'étape. Il est rapidement rejoint par Martin Elmiger (IAM), Arnaud Gérard (Bretagne-Seché), Tom-Jelte Slagter (Garmin), puis Rein Taaramäe (Cofidis). Le peloton, emmené par les équipes souhaitant une arrivée au sprint (Giant-Shimano, Lotto-Belisol, Katusha, Cannondale), ne leur laisse pas plus de trois minutes et demi d'avance.
À trente kilomètres de Bergerac, alors que l'avance de ce groupe est inférieure à une minute, Slagter part seul. Tandis que le peloton a repris les quatre autres membres de l'échappée, Ramūnas Navardauskas, coéquipier de Slagter chez Garmin-Sharp, attaque dans la côte de Montbazillac, à treize kilomètres de l'arrivée. Il rattrape Slagter, puis se lance seul dans la descente. Il compte vingt secondes d'avance à trois kilomètres de l'arrivée. Une chute intervient alors dans le peloton, impliquant notamment Peter Sagan, qui en admet la responsabilité. Cet incident désorganise la poursuite menée par le peloton. Navardauskas franchit la ligne d'arrivée avec sept secondes d'avance sur le peloton. Le sprint du peloton, pour la deuxième place, est gagné par John Degenkolb, devant Alexander Kristoff.
Intervenue dans les trois derniers kilomètres, la chute n'a pas de conséquence pour le classement général. Vincenzo Nibali reste détenteur du maillot jaune. Les classements annexes ne subissent pas non plus de changement notable. Tom-Jelte Slagter reçoit le prix de la combativité.
Ramūnas Navardauskas devient le premier Lituanien à remporter une étape du Tour de France. Il offre à Garmin-Sharp sa seule victoire d'étape sur ce Tour.

## Résultats

### Classement de l'étape
| Classement de la 19e étape | Classement de la 19e étape | Classement de la 19e étape | Classement de la 19e étape | Classement de la 19e étape |
|                            | Coureur                    | Pays                       | Équipe                     | Temps                      |
| -------------------------- | -------------------------- | -------------------------- | -------------------------- | -------------------------- |
| 1er                        | Ramūnas Navardauskas       | Lituanie                   | Garmin-Sharp               | en 4 h 43 min 41 s         |
| 2e                         | John Degenkolb             | Allemagne                  | Giant-Shimano              | + 7 s                      |
| 3e                         | Alexander Kristoff         | Norvège                    | Katusha                    | + 7 s                      |
| 4e                         | Mark Renshaw               | Australie                  | Omega Pharma-Quick Step    | + 7 s                      |
| 5e                         | Daniele Bennati            | Italie                     | Tinkoff-Saxo               | + 7 s                      |
| 6e                         | Alessandro Petacchi        | Italie                     | Omega Pharma-Quick Step    | + 7 s                      |
| 7e                         | Samuel Dumoulin            | France                     | AG2R La Mondiale           | + 7 s                      |
| 8e                         | Julien Simon               | France                     | Cofidis                    | + 7 s                      |
| 9e                         | Sep Vanmarcke              | Belgique                   | Belkin                     | + 7 s                      |
| 10e                        | Jürgen Roelandts           | Belgique                   | Lotto-Belisol              | + 7 s                      |
| modifier                   |                            |                            |                            |                            |

### Points attribués
| Sprint intermédiaire de Tonneins (km 130,5) | Sprint intermédiaire de Tonneins (km 130,5) | Sprint intermédiaire de Tonneins (km 130,5) | Sprint intermédiaire de Tonneins (km 130,5) | Sprint intermédiaire de Tonneins (km 130,5) |
| ------------------------------------------- | ------------------------------------------- | ------------------------------------------- | ------------------------------------------- | ------------------------------------------- |
|                                             | Coureur                                     | Pays                                        | Équipe                                      | Point(s)                                    |
| 1er                                         | Martin Elmiger                              | Suisse                                      | IAM                                         | 20                                          |
| 2e                                          | Rein Taaramäe                               | Estonie                                     | Cofidis                                     | 17                                          |
| 3e                                          | Arnaud Gérard                               | France                                      | Bretagne-Séché Environnement                | 15                                          |
| 4e                                          | Tom-Jelte Slagter                           | Pays-Bas                                    | Garmin-Sharp                                | 13                                          |
| 5e                                          | Cyril Gautier                               | France                                      | Europcar                                    | 11                                          |
| 6e                                          | Mark Renshaw                                | Australie                                   | Omega Pharma-Quick Step                     | 10                                          |
| 7e                                          | Peter Sagan                                 | Slovaquie                                   | Cannondale                                  | 9                                           |
| 8e                                          | Ji Cheng                                    | Chine                                       | Giant-Shimano                               | 8                                           |
| 9e                                          | Maciej Bodnar                               | Pologne                                     | Cannondale                                  | 7                                           |
| 10e                                         | Fabio Sabatini                              | Italie                                      | Cannondale                                  | 6                                           |
| 11e                                         | Lars Ytting Bak                             | Danemark                                    | Lotto-Belisol                               | 5                                           |
| 12e                                         | Jean-Marc Marino                            | France                                      | Cannondale                                  | 4                                           |
| 13e                                         | Elia Viviani                                | Italie                                      | Cannondale                                  | 3                                           |
| 14e                                         | Lieuwe Westra                               | Pays-Bas                                    | Astana                                      | 2                                           |
| 15e                                         | Dmitriy Gruzdev                             | Kazakhstan                                  | Astana                                      | 1                                           |
| modifier                                    |                                             |                                             |                                             |                                             |

| Classement de l'étape | Classement de l'étape | Classement de l'étape | Classement de l'étape        | Classement de l'étape |
| --------------------- | --------------------- | --------------------- | ---------------------------- | --------------------- |
|                       | Coureur               | Pays                  | Équipe                       | Point(s)              |
| 1er                   | Ramūnas Navardauskas  | Lituanie              | Garmin-Sharp                 | 45                    |
| 2e                    | John Degenkolb        | Allemagne             | Giant-Shimano                | 35                    |
| 3e                    | Alexander Kristoff    | Norvège               | Katusha                      | 30                    |
| 4e                    | Mark Renshaw          | Australie             | Omega Pharma-Quick Step      | 26                    |
| 5e                    | Daniele Bennati       | Italie                | Tinkoff-Saxo                 | 22                    |
| 6e                    | Alessandro Petacchi   | Italie                | Omega Pharma-Quick Step      | 20                    |
| 7e                    | Samuel Dumoulin       | France                | AG2R La Mondiale             | 18                    |
| 8e                    | Julien Simon          | France                | Cofidis                      | 16                    |
| 9e                    | Sep Vanmarcke         | Belgique              | Belkin                       | 14                    |
| 10e                   | Jürgen Roelandts      | Belgique              | Lotto-Belisol                | 12                    |
| 11e                   | Romain Feillu         | France                | Bretagne-Séché Environnement | 10                    |
| 12e                   | Matteo Trentin        | Italie                | Omega Pharma-Quick Step      | 8                     |
| 13e                   | Jan Bakelants         | Belgique              | Omega Pharma-Quick Step      | 6                     |
| 14e                   | Michael Mørkøv        | Danemark              | Tinkoff-Saxo                 | 4                     |
| 15e                   | Marco Marcato         | Italie                | Cannondale                   | 2                     |
| modifier              |                       |                       |                              |                       |

### Cols et côtes
| \| Côte de Monbazillac (km 195,5) 4e catégorie \| Côte de Monbazillac (km 195,5) 4e catégorie \| Côte de Monbazillac (km 195,5) 4e catégorie \| Côte de Monbazillac (km 195,5) 4e catégorie \| Côte de Monbazillac (km 195,5) 4e catégorie \| \| ------------------------------------------- \| ------------------------------------------- \| ------------------------------------------- \| ------------------------------------------- \| ------------------------------------------- \| \| \| Coureur \| Pays \| Équipe \| Point(s) \| \| 1er \| Tom-Jelte Slagter \| Pays-Bas \| Garmin-Sharp \| 1 \| \| modifier \| \| \| \| \| |                   |          |              |          |
| Côte de Monbazillac (km 195,5) 4e catégorie |                   |          |              |          |
| | Coureur           | Pays     | Équipe       | Point(s) |
| 1er | Tom-Jelte Slagter | Pays-Bas | Garmin-Sharp | 1        |
| modifier |                   |          |              |          |

## Classements à l'issue de l'étape

### Classement général
| Classement général | Classement général     | Classement général | Classement général  | Classement général  |
|                    | Coureur                | Pays               | Équipe              | Temps               |
| ------------------ | ---------------------- | ------------------ | ------------------- | ------------------- |
| 1er                | Vincenzo Nibali        | Italie             | Astana              | en 85 h 29 min 33 s |
| 2e                 | Thibaut Pinot          | France             | FDJ.fr              | + 7 min 10 s        |
| 3e                 | Jean-Christophe Péraud | France             | AG2R La Mondiale    | + 7 min 23 s        |
| 4e                 | Alejandro Valverde     | Espagne            | Movistar            | + 7 min 25 s        |
| 5e                 | Romain Bardet          | France             | AG2R La Mondiale    | + 9 min 27 s        |
| 6e                 | Tejay van Garderen     | États-Unis         | BMC Racing          | + 11 min 34 s       |
| 7e                 | Bauke Mollema          | Pays-Bas           | Belkin              | + 13 min 56 s       |
| 8e                 | Laurens ten Dam        | Pays-Bas           | Belkin              | + 14 min 15 s       |
| 9e                 | Leopold König          | Tchéquie           | NetApp-Endura       | + 14 min 37 s       |
| 10e                | Haimar Zubeldia        | Espagne            | Trek Factory Racing | + 16 min 25 s       |
| modifier           |                        |                    |                     |                     |

### Classement par points
| Classement par points | Classement par points | Classement par points | Classement par points | Classement par points |
| --------------------- | --------------------- | --------------------- | --------------------- | --------------------- |
|                       | Coureur               | Pays                  | Équipe                | Point(s)              |
| 1er                   | Peter Sagan           | Slovaquie             | Cannondale            | 417 points            |
| 2e                    | Bryan Coquard         | France                | Europcar              | 253 pts               |
| 3e                    | Alexander Kristoff    | Norvège               | Katusha               | 247 pts               |
| modifier              |                       |                       |                       |                       |

### Classement du meilleur grimpeur
| Classement du meilleur grimpeur | Classement du meilleur grimpeur | Classement du meilleur grimpeur | Classement du meilleur grimpeur | Classement du meilleur grimpeur |
| ------------------------------- | ------------------------------- | ------------------------------- | ------------------------------- | ------------------------------- |
|                                 | Coureur                         | Pays                            | Équipe                          | Point(s)                        |
| 1er                             | Rafał Majka                     | Pologne                         | Tinkoff-Saxo                    | 181 points                      |
| 2e                              | Vincenzo Nibali                 | Italie                          | Astana                          | 168 pts                         |
| 3e                              | Joaquim Rodríguez               | Espagne                         | Katusha                         | 112 pts                         |
| modifier                        |                                 |                                 |                                 |                                 |

### Classement du meilleur jeune
| Classement général du meilleur jeune | Classement général du meilleur jeune | Classement général du meilleur jeune | Classement général du meilleur jeune | Classement général du meilleur jeune |
|                                      | Coureur                              | Pays                                 | Équipe                               | Temps                                |
| ------------------------------------ | ------------------------------------ | ------------------------------------ | ------------------------------------ | ------------------------------------ |
| 1er                                  | Thibaut Pinot                        | France                               | FDJ.fr                               | en 85 h 36 min 43 s                  |
| 2e                                   | Romain Bardet                        | France                               | AG2R La Mondiale                     | + 2 min 17 s                         |
| 3e                                   | Michał Kwiatkowski                   | Pologne                              | Omega Pharma-Quick Step              | + 1 h 9 min 35 s                     |
| modifier                             |                                      |                                      |                                      |                                      |

### Classement par équipes
| Classement par équipes | Classement par équipes | Classement par équipes | Classement par équipes |
|                        | Équipe                 | Pays                   | Temps                  |
| ---------------------- | ---------------------- | ---------------------- | ---------------------- |
| 1re                    | AG2R La Mondiale       | France                 | en 256 h 52 min 21 s   |
| 2e                     | Belkin                 | Pays-Bas               | + 28 min 33 s          |
| 3e                     | Movistar               | Espagne                | + 1 h 5 min 47 s       |
| modifier               |                        |                        |                        |